# Hypena apicipuncta
Hypena apicipuncta är en fjärilsart som beskrevs av Embrik Strand 1922. Hypena apicipuncta ingår i släktet Hypena och familjen nattflyn. Inga underarter finns listade i Catalogue of Life.